# Нияп
Нияп — река в Курганской и Тюменской областях России. Устье реки находится в 520 км от устья реки Тобол по левому берегу. Длина реки составляет 77 км. Площадь водосборного бассейна — 1180 км².

## Притоки
- Тебеняк, у д. Тебенякское, 51 км от устья
- Боровлянка, у п. Стеклозавод, 41 км от устья
- канал Нияпский

## Населённые пункты
- с. Чимеево
- д. Тебенякское
- п. Стеклозавод

## Данные водного реестра
По данным государственного водного реестра России относится к Иртышскому бассейновому округу, водохозяйственный участок реки — Тобол от города Курган до впадения реки Исеть, речной подбассейн реки — Тобол. Речной бассейн реки — Иртыш.
Код объекта в государственном водном реестре — 14010500412111200002579.

## Легенды
- Река Нияп названа в честь дочери местного хана[3].
- В 1985 году таксаторы, проводившие съёмку лесов Тебенякского лесничества, на реке Нияп убили змею длиной 1,96 м. По мнению криптозоологов это был ялпын уй.